# Chirita lutea
Chirita lutea är en tvåhjärtbladig växtart som beskrevs av Y. Liu och Y.G. Wei. Chirita lutea ingår i släktet Chirita och familjen Gesneriaceae. Inga underarter finns listade i Catalogue of Life.